# Geschichte der Eisenbahn in Tunesien

Baugeschichte des tunesischen Eisenbahnnetzes 1880 bis 1941

Die Geschichte der Eisenbahn in Tunesien umfasst die organisatorischen und technischen Entwicklungen des Eisenbahnverkehrs auf dem Gebiet der Republik Tunesien vom 19. Jahrhundert bis zur Gegenwart.

## Struktur des Eisenbahnnetzes
Die Geschichte der tunesischen Eisenbahn begann in den 1870er Jahren mit dem Bau einer Normalspur-Strecke im Norden des Landes. Ab den 1880er Jahren verlagerte sich der Schwerpunkt des Bahnbaus jedoch gen Süden, wo die Compagnie des phosphates et des chemins de fer de Gafsa (CFG) ein Meterspur-Netz schuf, das neben dem Personenverkehr vor allem dem bis heute bedeutsamen Phosphat-Abbau in der Region dient. Somit wurden in Tunesien sowohl Strecken in Normalspur – vornehmlich in der westlichen Hälfte des Landes – als auch in Meterspur – im Osten und Süden des Landes – errichtet. Netze in beiden Spurweiten bestehen bis heute und treffen sich in Tunis, wo doppelspurige Gleisanlagen sowohl in den Hafen als auch in den Hauptbahnhof Tunis Ville führen. Ergänzt wurde diese Eisenbahninfrastruktur um Bahnen der Spurweite 600 mm, die vorrangig Industrie- und Bergwerksbetrieben sowie dem Militär dienten. Diese sind – soweit sie nicht umgespurt wurden – heute stillgelegt.

## Normalspurnetz im Norden

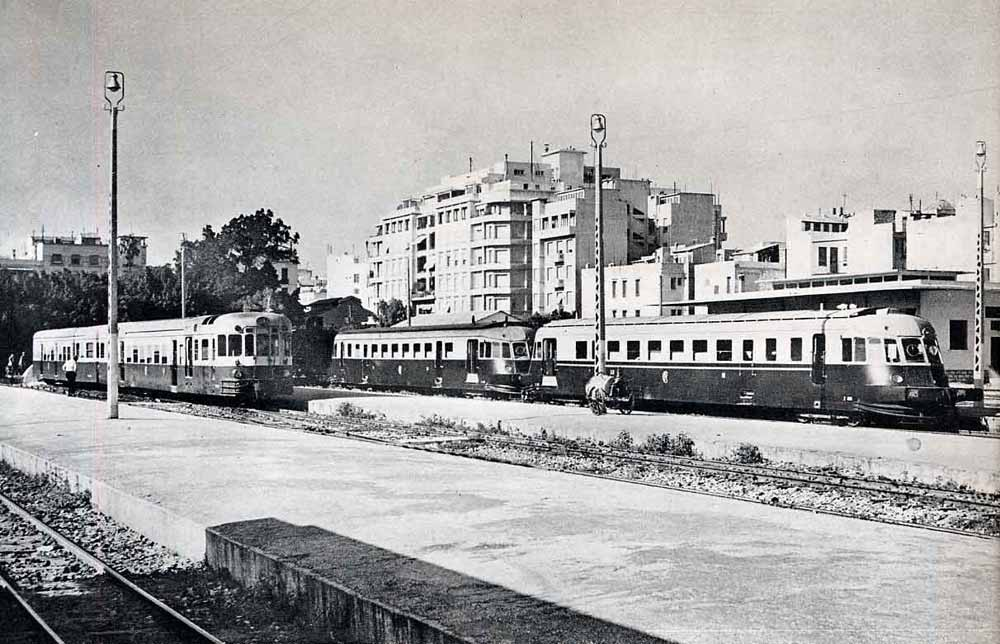
Der Bahnhof von Tunis: Schnittpunkt von Meterspur- und Normalspurnetz

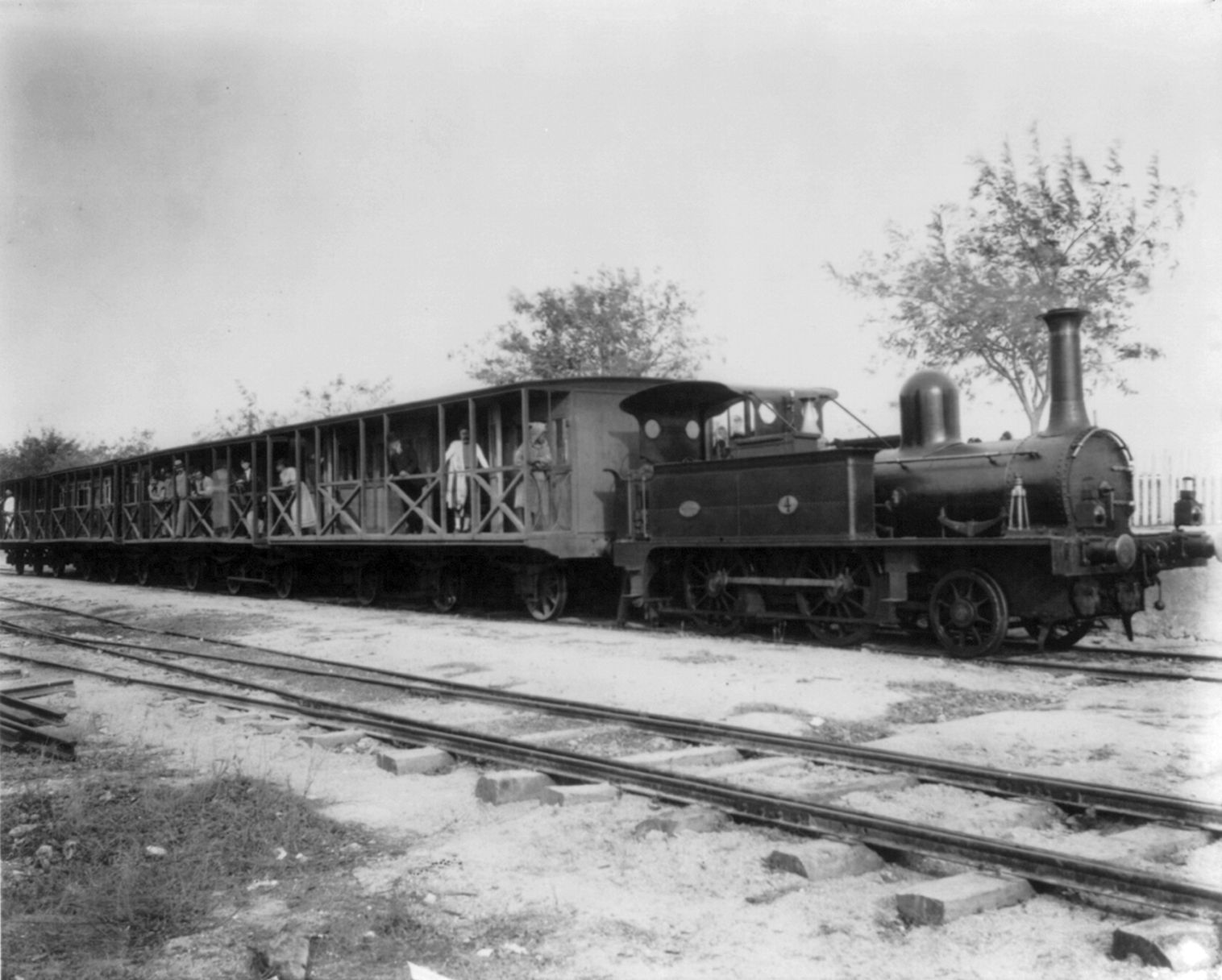
Dampflokomotive im Bahnhof von La Marsa

Seit 1856 gab es Vorschläge verschiedener Seiten, Bahnstrecken in Tunesien zu errichten. Tunesien war damals eine autonome Provinz innerhalb des Osmanischen Reiches. 1869 erklärte Tunesien den Staatsbankrott und eine internationale Kommission übernahm die Finanzkontrolle. 1870 erhielt die italienische Firma Mancardi eine Konzession, um eine Eisenbahnstrecke von Tunis in die Sahelregion zu bauen. Eine Reihe weiterer ausländischer Gesellschaften erhielten in der Folgezeit Konzessionen, die aber nur teilweise umgesetzt wurden. Einige Gesellschaften fusionierten, übertrugen erhaltene Konzessionen oder gingen in Konkurs. So wechselten die Inhaber der Konzessionen mehrfach. Auch Mancardi verwirklichte wegen Kapitalmangels sein Vorhaben nicht. Stattdessen eröffnete Bey Muhammad III. al-Husain 1872 die 19 Kilometer lange Normalspur-Strecke von Tunis nach La Marsa (heute Tunis-Goulette-Marsa, TGM) als erste Eisenbahnstrecke Tunesiens. Im selben Jahr erhielt die britische Firma Pickering eine Konzession, um eine Strecke nach Jendouba zu bauen, wovon diese aber ebenfalls keinen Gebrauch machte. Stattdessen ergriff 1876 die französische Firma Batignolles mit ihrer Tochtergesellschaft Compagnie des chemins des fer Bône–Guelma (BGP) 1876 die Initiative. Sie war schon im Besitz eines Eisenbahnnetzes in Algerien und wollte dieses an Tunesien anbinden. Auch erwies sie sich als durchsetzungsfähigste der Eisenbahnbetriebsgesellschaften.
Die Bauarbeiten der BGP begannen am 30. April 1877. Am 24. Juni 1878 konnte das Teilstück nach Tebourba dem Verkehr übergeben werden. Am 30. September erreichte die Strecke Medjez el-Bab, am 1. September 1879 Béja und am 30. März 1880 Ghardimaou an der Grenze zu Algerien. Der Anschluss nach Souq Ahras und damit der Anschluss an das algerische Netz verzögerte sich aber noch bis in den September 1884.
1892 schlossen die BGP und der französische Staat Verträge über den Bau von Bahnstrecken zwischen Tunis und Sousse mit Zweigstrecken nach Nabeul und Henchir Lebna, von Tunis nach Zaghouan und Pont-du-Fahs und von Sousse nach Kairouan. 1894 eröffnete die BGP eine Strecke von Tunis über Mateur nach Bizerta. 1912 wurde diese Strecke mit Béja an der Strecke von Tunis nach Algerien verbunden. 1922 errichtete die BGP eine Strecke westwärts von Mateur bis Tabarka. Die BGP besaß die Rechte am Betrieb bis 1922 und verkaufte diese anschließend an den tunesischen Staat. Die Betreibergesellschaft hieß nun Compagnie Fermière des Chemins de fer Tunisiens (CFT).

## Feldspurbahnen
1881 besetzte Frankreich Tunesien und machte es zu einem Protektorat und 1882 übertrug der Bey von Tunis die Konzessionierung von Eisenbahnen auf das französische Kolonialministerium. Infolge der Besetzung errichtete das französische Militär einige Strecken in der Feldbahnspurweite von 600 mm für seinen eigenen Transportbedarf.

## Meterspurnetz im Süden

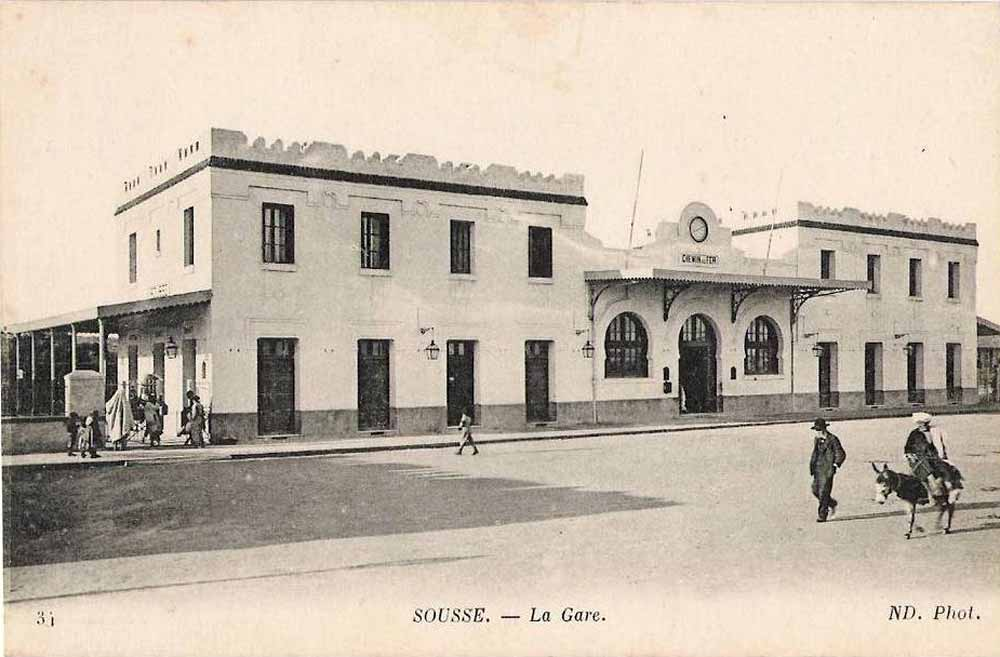
Der Bahnhof von Sousse, einer der wichtigsten Bahnhöfe des Meterspurnetzes

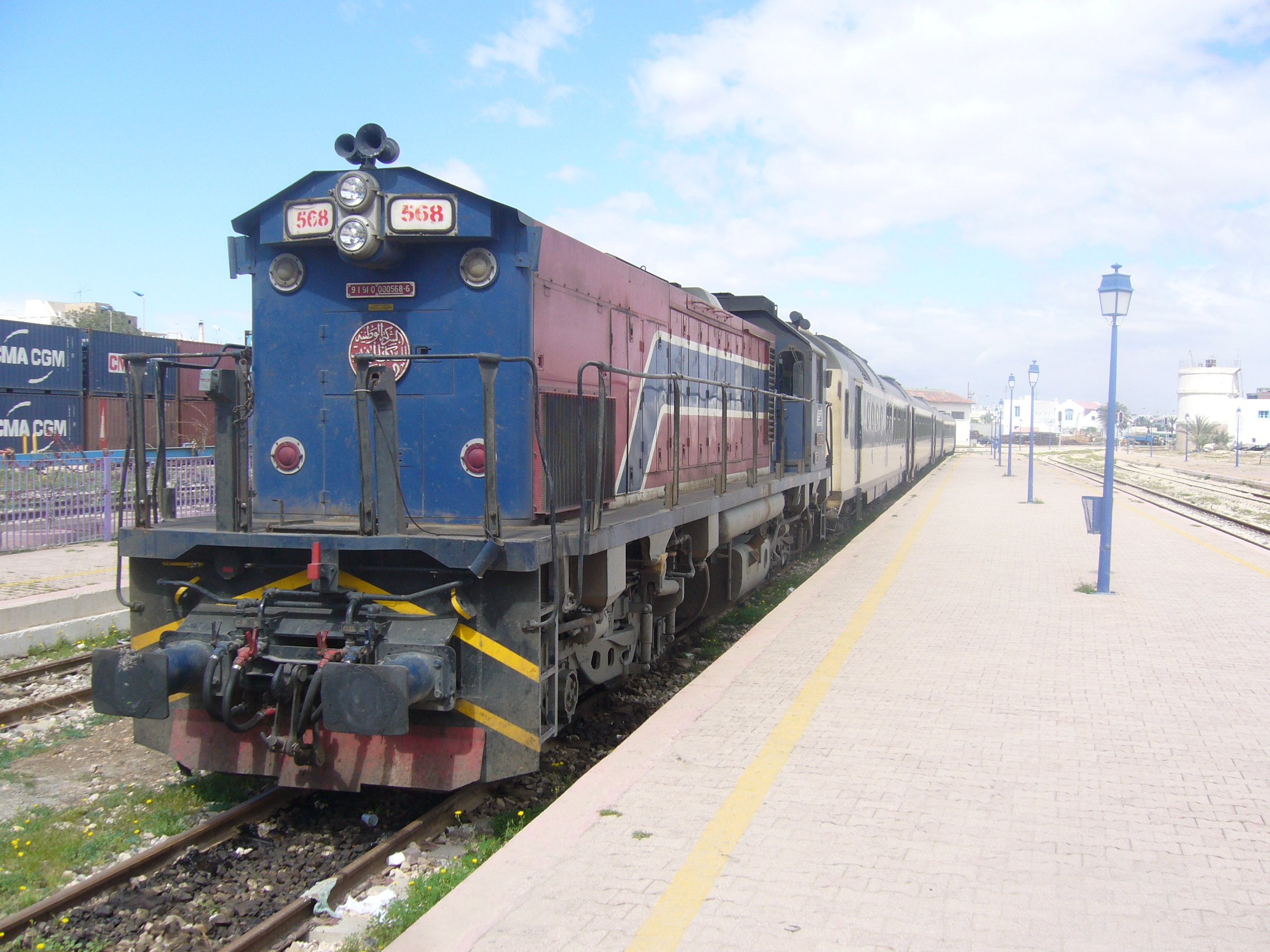
SNCFT-Lokomotive auf Meterspur im Bahnhof Sfax (2008)

1885 wurden beträchtliche Phosphatvorkommen in der Region Seldja entdeckt, 1896 die von Métlaoui, deren Ausbeutung und Abtransport per Konzession 1897 an die CFG übertragen wurde. Bedingung der Konzession war, dass die CFG das Phosphat-Abbaugebiet per Eisenbahn mit dem Hafen von Sfax verband. 1899 eröffnete die CFG dafür die Meterspur-Strecke von Métlaoui über Gafsa nach Sfax. 1913 wurde die Strecke bis Tozeur und 1916 bis Gabès verlängert.
Die ursprünglich nur in Algerien tätige Compagnie des chemins de fer Bône-Guelm (CBG) erhielt die Konzession, für eine Strecke von der Hauptstadt Tunis nach Sousse. Diese Meterspur-Strecke wurde zwischen 1895 und 1899 errichtet, einschließlich der dazugehörenden Nebenstrecken zur Pont du Fahs, ans Cap Bon, nach Nabeul, Kairouan sowie Moknine. Dies wurde mit der Verbindung nach Fahs Ksar Ghilane 1906 ergänzt, die dem Abtransport von Phosphat und Eisenerz diente. 1909 kam die Strecke Sousse–Henchir-Souatir dazu, welche den Anschluss an das Streckennetz der CFG herstellte. Die zweite Verbindung zur CFG erfolgte 1911 mit der 129 km langen Strecke Sousse–Sfax.
1923 wurde die CBG in einen algerischen und einen tunesischen Teil getrennt. Der tunesische Teil wurde zur Compagnie fermière des chemins de fer tunisiens. Sie stellte 1930 eine Verbindung des tunesischen Meterspurnetzes mit dem algerischen Ksar Rhilane her und baute 1940 die vom französischen Staat finanzierte strategische Verbindung zwischen Haidra und Kasserine. Ebenfalls noch 1940 wurde die Cap-Bon-Strecke bis zu den Braunkohle-Vorkommen von El Oudiane verlängert.

## Seit dem Zweiten Weltkrieg
1952 umfasste das tunesische Eisenbahnnetz 2044 km, davon 456 km Normalspurnetz im Norden des Landes und 1110 km Meterspurnetz der CFG. Der Betrieb der Strecken wurde mit Ausnahme der Strecke von Tunis nach Ghardimaou als Staatsbahn betrieben. Mit der tunesischen Unabhängigkeit 1956 wurde die Société nationale des chemins de fer tunisiens (SNCFT) als Staatsbahn gegründet, die aber zunächst 1957 nur das Normalspurnetz im Norden des Landes verwaltete. Erst als die Konzession der Compagnie des phosphates et des chemins de fer de Sfax–Gafsa am 31. Dezember 1966 auslief, übertrug Tunesien auch das Meterspurnetz des Südens zum 1. Januar 1967 an die SNCFT.

## Stadtbahnen

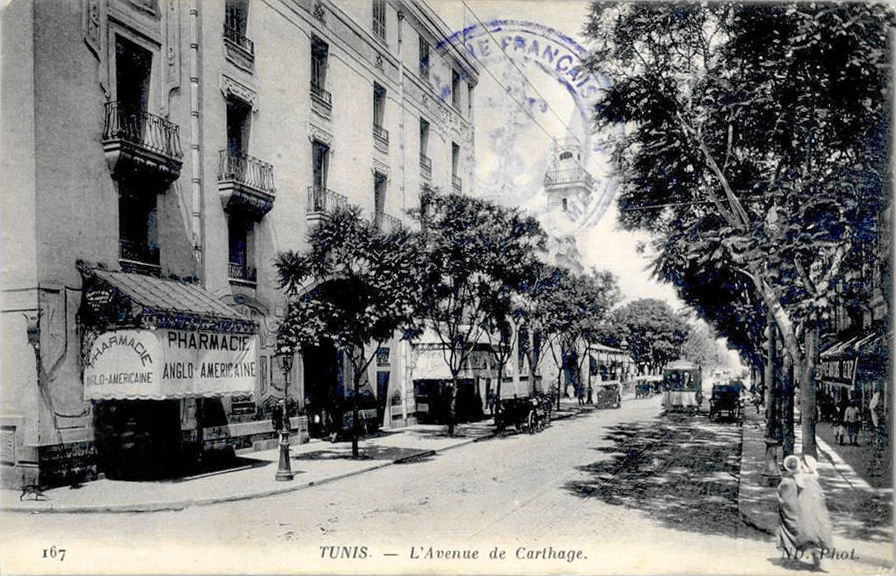
Pferdestraßenbahn in der L’Avenue de Carthage von Tunis

1885 erhielt eine belgische Gesellschaft eine erste Konzession für eine Pferdestraßenbahn in Tunis und eröffnete noch im gleichen Jahr eine Strecke. 1886 erhielt eine französische Gesellschaft eine weitere Konzession für Tunis sowie darüber hinaus für Belvedere (heute ein Stadtteil von Tunis), Bab Saadoun und der Kasbah von Tunis. Die beiden Netze in Tunis wurden 1890 verschmolzen. 1903 übernahm die Compagnie Génerale Française des Tramways (CGFT) die Straßenbahn von Tunis, gründete eine eigene Betreibergesellschaft, die Compagnie des Tramways de Tunis (CTT), und elektrifizierte das Netz. 1905 wurde deren Netz um die Bahnstrecke nach La Goulette und La Marsa erweitert, die sie ebenfalls elektrifizierte. 1908 wurde die Strecke aber wieder abgegeben. 1958 wurden dann beide Systeme verstaatlicht und nun gemeinsam durch die Résau Électricité et Transport (RET) betrieben. Der Straßenbahnbetrieb in Tunis wurde 1960 eingestellt.
1981 wurde in Vorbereitung auf eine U-Bahn in Tunis die Société de métro léger de Tunis (SMLT) gegründet, 2003 in der Société des transports de Tunis aufgegangen. Die erste Linie der neuen Stadtbahn Tunis in Normalspur ging 1985 in Betrieb, weitere folgten.